# More v ogne
More v ogne (Море в огне) è un film del 1970 diretto da Leon Nikolaevič Saakov.